# Bitva u Rozhanovců
Bitva u Rozhanovců se odehrála v pátek 15. června 1312 u Rozhanovců nedaleko Košic mezi vojskem uherského krále Karla Roberta z Anjou, posíleným o vojska spišských Sasů, rytířů Řádu johanitů a vojenské oddíly města Košic, a vojsky Omodejů (vedenými Mikulášem Abou a Davidem, syny nebohého palatina Omodeje Aby), doplněnými o oddíly Matúše Čáka Trenčanského.

## Úvod do situace

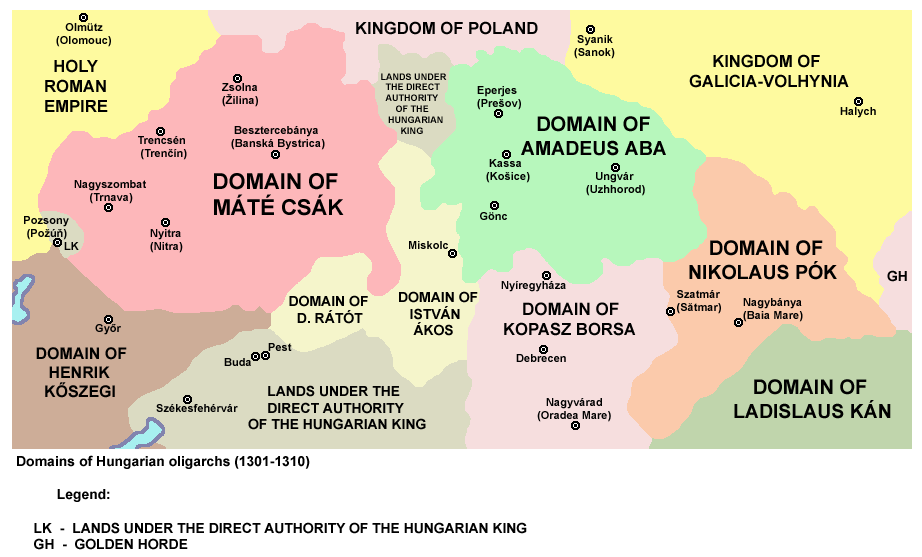
Území uherských magnátů (1301–1310)

Roku 1301 vymřela v Uhersku dynastie Arpádovců. O uherský trůn začali bojovat neapolští Anjouovci, Přemyslovci, později Wittelsbachové. V prvních letech bojů o uherský trůn (1301–1305) byl soupeřem Karla Roberta z Anjou Přemyslovec Václav (v Uhersku Ladislav V.), syn českého krále Václava II. Po jeho odchodu se soupeřem Karla Roberta až do roku 1308 stal bavorský vévoda Ota III., ale ani ten se v Uhrách nedokázal prosadit. Největší podporu nakonec získal Karel Robert. Země však byla po letech neustálých bojů ovládaná jednotlivými velmoži, kteří střídavou podporou uchazečů o trůn sledovali své vlastní zájmy. Vznikla tak území, na nichž tito oligarchové téměř neomezeně vládli. Na území dnešního Slovenska byli takovými oligarchy Matúš Čák Trenčanský, který ovládal západní a část středního Slovenska, Omodejové vedeni palatinem Omodejem Abou, kteří ovládali severovýchod Uherska. Mezi územím Matúše Čáka a Omodejů se ještě nacházelo panství zemského soudce Štefana Ákoše a Ratoldů (magistr Demeter a jeho synovec magistr Dônč).
Karel Robert, který byl 27. listopadu 1308 na pešťském sněmu zvolen králem a 27. srpen a 1310 byl v Stoličném Bělehradě korunován svatoštěpánskou korunou na krále (předchozí korunovace v letech 1301 a 1309 nebyly provedeny podle uherského zvykového práva), byl rozhodnut proti velmožům zasáhnout. Již v roce 1310 se dostal do konfliktu s Matúšem Čákem, jehož zbavil funkce palatina. Matúš však titul používal dál a v létě 1311 zaútočil na budínský hrad, sídlo panovníka, vyplenil královské a arcibiskupské majetky. Král na podzim odpověděl útokem na Matoušovo území, ale neuspěl.

## Předehra bitvy

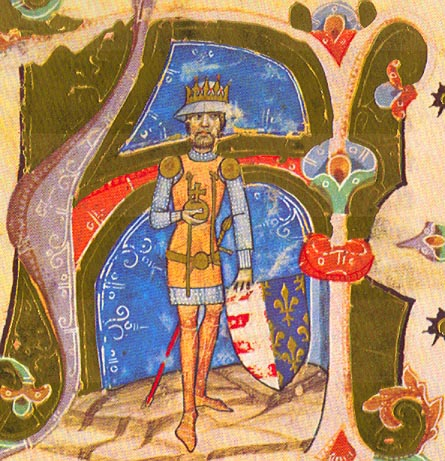
Karel I. Robert z Anjou

V té době vrcholil spor mezi Omodeji a městem Kassa (dnešní Košice). Omodeje Abu, který již roku 1304 přešel ze strany Václava-Ladislava na stranu Karla Roberta a získal pro něj právě město Kassu, 5. září 1311 v jedné potyčce zabili košičtí měšťané. Omodejovi synové žádali soud a pomoc od krále. Karel Robert byl však rozhodnut tuto situaci využít ve svůj prospěch. 3. října 1311 byl vynesen rozsudek, na jehož základě se Omodejové měli vzdát nároků na Kassu, králi museli vrátit Abovskou a Zemplínskou župu, důlní město Gelnica, Spišský hrad a další královské hrady. Museli se podřídit králi a bez jeho povolení nesměli stavět další hrady. Omodejovci rozsudek přijali jen formálně. Navázali spojenectví s Matúšem Čákem a chystali úplatu. V březnu 1312 vyplenili okolí královského města Blatný Potok. Král se vydal s vojskem proti Omodejům, kteří se stáhli na Šarišský hrad. 10. dubna 1312 ho začal obléhat, část posádky se po několika týdnech vzdala, ale velitel hradu magistr Demeter se nevzdal. Koncem května se král s vojskem stáhl ze Šariše na Spiš, protože se dozvěděl o vojsku, které vyslal Matúš Čák na pomoc Omodejům. Šlo o oddíl 1 700 obrněných žoldáků, který vedl Aba Sličný (Pěkný, nazývaný také Velký). Král zatím na Spiši doplnil své vojsko o bojovníky z řad spišských kopiníků a spišských Němců.

## Bitva
Začátkem června vojsko Omodejů, doplněné o oddíl Aby Sličného, vyrazilo ke Košicím (Kasse), které začalo obléhat. Vedla je k tomu pomsta za smrt otce, jakož i to, že Kassa byla královskému vojsku slabším soupeřem. Karel Robert proto urychleně vyrazil podél horního toku Hornádu svému strategickému spojenci na pomoc. Omodejové přerušili obléhání a postupovali proti králi. V pátek 15. června 1312 se nakonec setkala obě vojska u vesnice Rozhanovce nedaleko Kassy. Král zaujal nevýhodné postavení v údolí řeky Torysy, zatímco jeho protivníci se rozvinuli na úpatí kopce. Magistr Demeter, který velel čelnímu oddílu omodejských vojsk, zaútočil na střed královského vojska. Situace krále byla kritická. Vše nasvědčovalo tomu, že král padne nebo padne do zajetí. Omodejové začali posilovat střed bojové sestavy, čímž však došlo k oslabení křídel. Tehdy proti levému křídlu Omodejů vyrazili rytíři řádu johanitů (v té době v Uhrách co se týká výzbroje a disciplíny nejlepší vojáci), kteří toto křídlo smetli a usnadnili středu bojové sestavy. Králi navíc přišel na pomoc i oddíl košičanů, který napadl jedno z křídel. Zanedlouho padl magistr Demeter i Aba Sličný, což způsobilo útěk oddílu Matúše Čáka. Protiútok Karla pod praporem johanitů (královský praporečník Gurke padl v první části bitvy) následně rozhodl o osudu bitvy. Do bitvy zasáhly od jihu i vojska košičanů a spišských Sasů, čímž byl dokonán zmatek v řadách omodejských vojsk, která začala ustupovat.

## Výsledek a důsledky
V bitvě, které se zúčastnilo asi 10 000 bojovníků, utrpělo větší ztráty sice královské vojsko, ale ztráty Omodejů byly citelnější. Kromě velitelů Demetera a Aby Pěkného padli i Omodejovi synové Mikuláš a David, jakož i množství jiných členů omodejovského klanu.
Šlo prý o největší rytířskou bitvu od dob tatarského vpádu v roce (1241). Po bitvě Karel Robert z Anjou zkonfiskoval rozsáhlé majetky Omodejů a jejich nejvěrnějších stoupenců a část z nich daroval svým nejvěrnějším stoupencům. Bitva ukončila dlouholetou faktickou vládu Abovců na východním Slovensku a předznamenala i konec faktické vlády Matúše Čáka Trenčanského ve zbytku Slovenska.